# Jardines del Trocadero

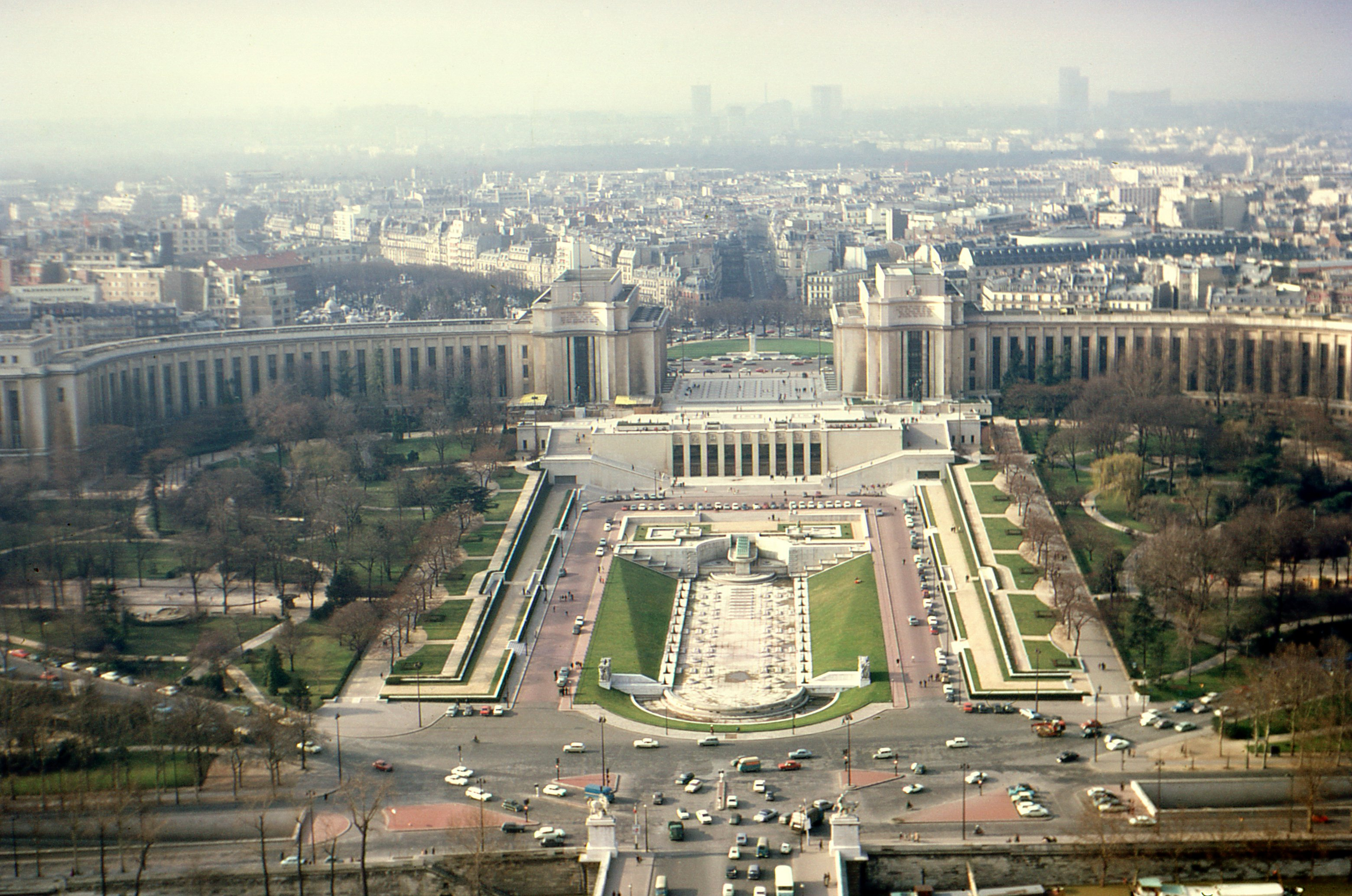
Vista panorámica de los jardines del Trocadero, vistos desde la Torre Eiffel.

Los Jardines del Trocadero son un conjunto de jardines, estanques y fuentes que bajan del palacio de Chaillot hasta el puente de Jena sobre el río Sena en París (Francia). Se encuentran en el distrito XVI. Cubren una superficie de 93.930 m² y se alinean en perspectiva con la torre Eiffel, situada al otro lado del río.
Los jardines, junto con la plaza del Trocadero situada al otro lado del palacio de Chaillot, fueron creados con motivo de la Exposición Universal de París de 1878. Enmarcan la «fuente de Varsovia», también conocida como «fuente del Trocadero», que fue diseñada por el arquitecto Roger-Henri Expert para la Exposición Universal de 1937, al mismo tiempo que el palacio. La fuente está compuesta de una serie de estanques en cascada con 20 cañones oblicuos de agua que dominan un estanque principal salpicado de 56 chorros verticales de agua.
Los jardines presentan numerosas obras escultóricas de estilo art déco, como los conjuntos en piedra de Léon-Ernest Drivier y Pierre Poisson, y las estatuas entre las que destacan El hombre, de Pierre Traverse, y La mujer, de Daniel Bacqué. Las fuentes se adornan de esculturas de bronce, como Toro y gamo, de Paul Jouve, o Caballos y perro, de Georges Guyot.
Los jardines son muy concurridos todo el año tanto por los turistas como los propios parisinos, y son un destino favorito de los aficionados al skateboard y al patinaje sobre ruedas. Las noches de verano, las fuentes se iluminan con juegos de luces de colores.
|                              |
| Jardines del Trocadero 1986. |

| |
| Pabellón de la República Española en la Exposición Internacional de París de 1937 (segundo por la izquierda). |

|                                                     |
| Perspectiva desde lo alto de la fuente de Varsovia. |